# ارکیده‌های پیازی
ارکیده‌های پیازی یا ارکیده‌های اسپرکی (نام علمی: Microtis) نام یک سرده از تبار درازگوشان است.